# Fuero de Madrid
El Fuero de Madrid fue el conjunto de normas escritas para administrar la vida local de la villa medieval de Madrid, concedidas en 1202, por el rey Alfonso VIII de Castilla. Hay que observar que Madrid disponía de un concejo real ya antes del Fuero de 1202 y a partir de entonces pasó a ser un concejo libre. El texto, en su introducción latina dice:

«Haec est carta facil concillium de Madrid ad norem domino nostrum rege Alfonsus et de concilio de Madrid»

Fue redactado por la Asamblea General de Vecinos reunida en la plaza de la Villa, precedente del Concejo de Madrid. Los preceptos incluidos en el fuero reglamentan el Derecho penal y procesal, así como la vida política y administrativa. El texto menciona una estructura administrativa de la ciudad compuesta de diez collaciones y revela la estructura concejil interna dividida en concejo mayor y menor. Por ejemplo, la collación de San Andrés, al sur, era donde residía la mayor parte de mudéjares madrileños.
Se regula la vida de los gremio de la Villa y otros oficios, y se hace distinción entre ciudadanos campesinos y herederos propietarios. La población de Madrid en el momento de la concesión del llamado Fuero Viejo estaba compuesta por núcleos de cristianos, judíos y musulmanes. estuvo vigente hasta el año 1389 en que Alfonso XI obligó a la villa a ceñirse al Fuero Real.

## Historia

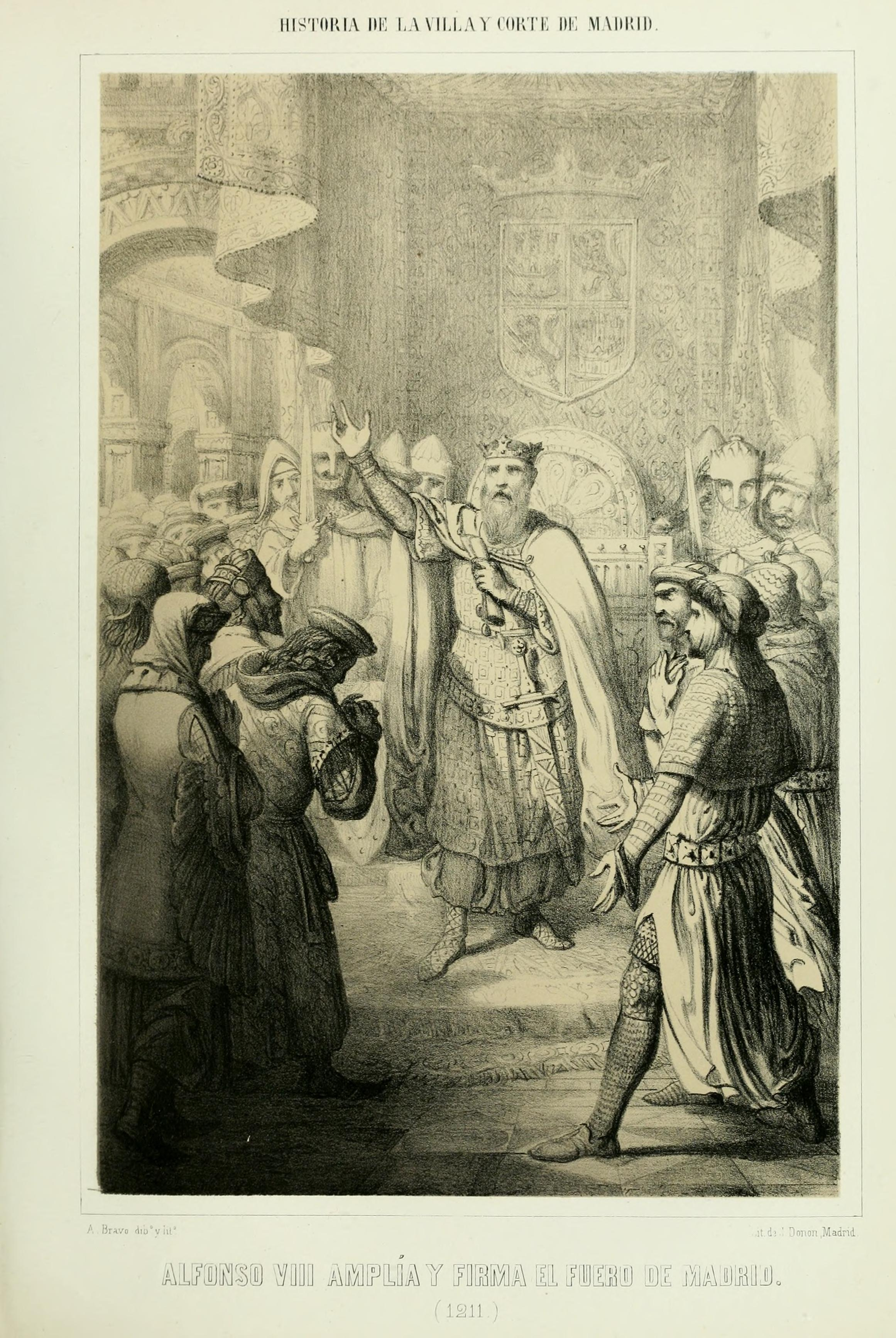
Litografía publicada en el primer tomo de Historia de la Villa y Corte de Madrid (1860) con el epígrafe «Alfonso VIII amplía y firma el fuero de Madrid (1211)»

A comienzos del siglo XIII la posición estratégica de la plaza de Madrid lentamente va notando como disminuye la intensidad defensiva al reducirse los ataques de los almohades procedentes del sur. La victoria de Alfonso VIII ocurrida en las Navas de Tolosa el año 1212 tuvo como consecuencia que se alejaran de la cuenca del Tajo las tensiones bélicas de la reconquista. Esta situación deja que la ciudad comience a regular su funcionamiento urbano y facilitar las tareas de repoblación. La creación del Fuero era, por tanto, una necesidad. Fue Alfonso VIII quien concedió algunos privilegios a la villa, iniciándose la redacción del texto en 1202. No era un fenómeno aislado la aparición de un fuero madrileño, ya que durante este periodo de periodo de formación del territorio cristiano, proliferaron los fueros con carácter local en diversas ciudades. 
Pasado casi medio siglo, en el año 1262, ya denominado como "Fuero viejo", es revocado por el Fuero Real con un carácter menos localista, por orden del rey Alfonso X en un intento de uniformar los diversos fueros locales existentes por aquella época en la Corona de Castilla. La transición entre ambos fue gradual, razón esta por la que tuvo que ser ratificado por el rey de nuevo algunás décadas más tarde.  En el año 1348 deja de ser vigente.

## Características del texto
El original se encuentra depositado y custodiado en el Archivo General de la Villa. Se compone de cuatro cuadernos con ocho hojas cada uno. El segundo cuaderno perdió definitivamente en el siglo XVII, y en su lugar hay hojas en blanco. El texto está redactado en un dialecto mozárabe de origen toledano, y esto hace pensar a los investigadores que, en el siglo XIII, todavía existía en la villa un núcleo mozárabe de cierta consideración.